# Pomigliano d'Arco
Pomigliano d'Arco este un oraș în regiunea Campania, în provincia Napoli (Italia).

## Personalități legate de Pomigliano
- Vincenzo Montella, fost-fotbalist, antrenorul echipei Catania
- Antonio Di Natale, fotbalist echipei Udinese
- Felice Piccolo, fotbalist echipei CFR Cluj

## Demografie
Pomigliano d'Arco - evoluția demografică

|  | Graficele sunt indisponibile din cauza unor probleme tehnice. Mai multe informații se găsesc la Phabricator și la wiki-ul MediaWiki. |

Date: Recensăminte sau birourile de statistică - grafică realizată de Wikipedia